# Tsui no shintaku
Pour plus de détails, voir Fiche technique et Distribution.
Tsui no shintaku (終の信託) est un film dramatique japonais écrit et réalisé par Masayuki Suo sur un scénario basé sur un roman de Tatsuki Saku (ja) et sorti en 2012.

## Fiche technique
- Titre : Tsui no shintaku
- Titre original : (終の信託?)
- Titre anglais : A Terminal Trust
- Réalisation : Masayuki Suo
- Scénario : Masayuki Suo, d'après un roman de Tatsuki Saku (ja)
- Photographie : Rokurō Terada (ja)
- Décors : Norihiro Isoda (ja)
- Musique : Yoshikazu Suo
- Montage : Jun'ichi Kikuchi (ja)
- Pays de production :  Japon
- Langue originale : japonais
- Format : couleur - 1,85:1
- Genre : drame
- Durée : 144 minutes
- Date de sortie :
  - Japon : 27 octobre 2012[1]

## Distribution
- Tamiyo Kusakari : Ayano Orii
- Kōji Yakusho : Shinzo Egi
- Takao Ōsawa : Toru Tsukahara
- Tadanobu Asano : Noriyuki Takai
- Yoshihiko Hosoda (ja) : Shoichi Sugita
- Kumi Nakamura (ja) : Yoko Egi
- Eiji Kakutani

## Distinctions
Sauf indication contraire, les informations mentionnées dans cette section peuvent être confirmées par la base de données cinématographiques IMDb,  présente dans la section « Liens externes ».

### Récompenses
- 2012 : Nikkan Sports Film Award du meilleur film[2]
- 2013 : prix Mainichi du meilleur film[3]
- 2013 : prix Kinema Junpō du meilleur réalisateur pour Masayuki Suo[4]

### Nominations
- 2013 : prix de la meilleure actrice pour Tamiyo Kusakari aux Japan Academy Prize[5]
- 2013 : la revue Kinema Junpō place le film à la quatrième place de son classement des dix meilleurs films japonais de l'année 2012[4]